# Corinne Le Quéré
Corinne Le Quéré, née en juillet 1966, est une climatologue franco-canadienne, professeure de sciences du changement climatique et de la politique à l'université d'East Anglia,  ancienne directrice du Tyndall Centre for Climate Change Research et  présidente du Haut Conseil pour le climat (2019-2024).

## Biographie
Corinne Le Quéré est diplômée en physique de l'Université de Montréal et en sciences atmosphériques et océaniques de l'Université McGill. En 1999, elle obtient un doctorat en océanographie sur la variabilité du carbone océanique à l'université Pierre-et-Marie-Curie,.
Elle est coprésidente du Global Carbon Project (GCP) de 2009 à 2013. Depuis 2014, elle est membre du comité scientifique de l'Avenir de la Terre, plate-forme de recherche en développement durable. Au sein du GCP, elle crée et dirige la publication annuelle du Budget global du carbone,.
Elle préside le Haut Conseil pour le climat, une instance consultative indépendante française, créée en 2018 et placée auprès du premier ministre. Elle est remplacée en juin 2024 par Jean-François Soussana.

## Prix et distinctions
En 2016, Corinne Le Quéré est  élue Fellow de la Royal Society.
Elle reçoit le prix Claude-Berthault de l'Académie des sciences en 2012, la première médaille Copernic du Copernic Gesellschaft e.V. en 2013/2014, et a été maître de conférences Bolin Climate à l'université de Stockholm en 2014.
Elle est considérée comme l'une des vingt femmes à soulever des vagues dans le « Débat sur le changement climatique - sur la Route de Paris ».
Elle reçoit en 2020 le prix Heineken pour les sciences de l'environnement pour ses recherches sur les interactions entre le réchauffement climatique et le cycle du carbone.

## Décorations
- Ordre de l'Empire britannique à titre civil. Elle est faite commandeur le 8 juin 2019, lors des célébrations d'anniversaire 2019.
- Chevalière de la Légion d'honneur. Elle est faite chevalier le 13 juillet 2019[15].